# الكعبات
الكعبات (ومفردها كعبة) هي بيوت العبادة القديمة في عصور الجاهلية.

## نشأتها
تناثرت جماعات البشر في الوسط الاجتماعي العربي على هيئة قبائل متنافرة؛ لا حكم
فيها ولا سلطة إلا للعرف القبلي، الذي يختلف بدوره باختلاف القبائل وظروفها.
ومع تعدد القبائل تعددت المشيخات وكثر الشيوخ وأبطال الغزو، أولئك الذين تحولوا بعد موتهم إلى أسلاف
مقدسين، وأقام لهم أخلافهم التماثيل والمحاريب، ليلتمسوا عندهم العون كلما حزبهم أمر أو حل
بهم جلل، ومن أجل هؤلاء الصالحين السالفين؛ أقيمت بيوت العبادة، وشرعت طرق التقرب
إلى الأرباب أو الأسلاف (الرب لغة هو سيد الأسرة أو القبيلة وهو بعلها)؛ ومن ثم تعددت
الأرباب بتعدد الأبطال والصالحين الراحلين، وبتعدد الأرباب تعددت الكعبات؛ حيث كانت
الكعبة (البناء المكعب) هي الصيغة المعمارية المفضلة لبيوت أرباب الجاهلية، وأحياناً أخرى
كانت هذه الكعبات تقام تقديساً للأحجار الغريبة والنادرة؛ مثل الأحجار البركانية أو النيزكية،
وكلاهما كان يغلب عليه اللون الأسود نتيجة عوامل الاحتراق، ونظن هذا التقديس ناتجاً – إضافة
لغرابة شكل الحجر – من كونه قادماً من عالم غيبي مجهول؛ فالحجر البركاني مقذوف ناري –
من باطن الأرض وما صيغ حوله من أساطير قسمته طبقات ودرجات، واحتسبته عالماً لأرواح
السالفين المقدسين – كذلك الحجر النيزكي، وربما كان أكثر جلالاً، لكونه كان يصل الأرض
وسط مظاهرة احتفالية سماوية تخلب لب البدوي المبهور؛ فهو يهبط بسرعة فائقة محتكا بغلاف
الأرض الغازي؛ فيشتعل مضيئا ومخلفاً وراءه ذيلاً هائلاً، لذلك؛ كان هول رؤيته في التصور
الجاهلي دافعاً لحسبانه ساقطاً من عرش الآلهة في السماء؛ حاملاً معه ضياء هذا المكان النوراني.

## أنواع الكعبات
مع كثرة الأحجار القادمة من عند الأسلاف، أو الهابطة من السماء؛ كثرا أيضاً الكعبات. يقول الباحث (محمود سليم الحوت): " يجب ألا يخطر على بال
أحد أن مكة – وإن ارتفعت مكانتها عن سواها من أماكن العبادة – هي القبلة الوحيدة في الجزيرة
؛ فقد كان للعرب كعبات عديدة أخرى تحج إليها في مواسم معينة وغير معينة، تعتر (تذبح)
عندها، وتقدم لها النذور والهدايا، وتطوف بها، ثم ترحل عنها بعد أن تكون قد قامت بجميع
المناسك الدينية المطلوبة ". وقد اشتهر من بيوت الآلهة أو الكعبات ما وجدنا ذكره عند
الهمداني (بيت اللات، وكعبة نجران، وكعبة شداد الأيادي، وكعبة غطفان)  ، وما ذكره
الزبيدي (بيت ذي الخلصة المعروف بالكعبة اليمانية) (3) ، وما جاء عند ابن الكلبي (بيت
ثقيف) (4) ، إضافة إلى ما أحصاه جواد علي (كعبة ذي الشري. وكعبة ذي غابة الملقب
بالقدس) ومحجات أخرى لآلهة مثل (اللات، وديان، وصالح، ورضا، ورحيم، وكعبة مكة
. وبيت العزي قرب عرفات، وبيت مناة) (5) ، هذا مع ما جاء في قول الأستاذ العقاد عن "
..
البيوت التي تعرف ببيوت الله أو البيوت الحرام، ويقصدها الحجيج في مواسم معلومة تشترك
فيها القبائل.. وكان منها في الجزيرة العربية عدة بيوت مشهورة، وهي بيت الأقيصر، وبيت
ذي الخلصة، وبيت رضاء، وبيت نجران، وبيت مكة.. وكان بيت الأقيصر في مشارف
مقصد القبائل؛ من قضاعة ولخم وجذام وعاملة. يحجون إليه ويحلقون رؤوسهم عنده.. فالأمر
الذي لا يجوز الشك فيه أن البيوت الحرام وجدت في الجزيرة العربية؛ لأنها كانت لازمة.. وقد
اجتمع لبيت مكة من البيوت الحرام ما لم يجمع لبيت آخر في أنحاء الجزيرة؛ لأن مكة كانت
. (ملتقى القوافل؛ بين الجنوب والشمال، وبين الشرق والغرب " (6
ويفهم من العقاد أن هذه البيوت كانت محرمة ولها أيامها الحرام، لكن بيت مكة بالتحديد أخذ في
التمايز؛ لموقع مكة العظيم على طرق القوافل التجارية جميعاً؛ حتى جاء وقت – كما قلنا
أصبحت فيه مكة ملتقى تجارة العالم، وأصبح أهلها أهم تجار الدنيا. ويمكننا هنا التمييز بين
مفهوم العربي الجاهلي لمعنى الألوهية ومعنى الربوبية؛ فالألوهية تعني إلها غير منظور يسكن السماء، ومن هناك يتساقط ملاط بيته الإلهي من أن لآخر؛ على هيئة أحجار سوداء، في حين
أن الربوبية تشير إلى تقديس للأسلاف يتفق حجمه مع أهمية رابطة الدم عند العربي البدوي.
وعلى هذا النحو؛ عبد النبطيون حجراً أسود يرمز إلى الشمس كإله للسماء (7)، وعبد الهذليون
حجراً أسود يرمز لمناة، وكان ذو الشري حجرا أسود، وكذلك كانت الكعبة إطاراً لحجر أسود
8)، كما كانت باقي الكعبات تتسم بذات السمة؛ فهي أطر لأحجار سود.)
وسميت هذه الكعبات بيوت الله؛ لأن كل بيت منها فيه حجر من بيت الإله الذي في السماء؛
تمييزاً له عن الأرباب التي لم تكن سوى مجرد تماثيل أو أحجار بركانية توضع في أفنية الكعبات
؛ انتفاعاً ببركات الأسلاف الصالحين، وتشفعاً بهم عند إله السماء.
وواضح لدى أي باحث أن هذا التفرق العقائدي، وتعدد العبادات والأرباب؛ قد ساعد بفعالية في
زيادة الفرقة القبلية، بحيث أصبح عائقاً دائماً ومستمراً في سبيل المحاولات التي قامت من أجل
خلق كيانات سياسية في جزيرة العرب؛ إضافة إلى الطبع القبلي الذي يأنف كبرياؤه وينفر من
فكرة سيادة سياسية واحدة – تلك المحاولات التي سبق أن أشرنا إليها – مثل محاولات زهير
الكلبي، وعبد الله بن أبي، وكندة، والغساسنة، والمنادرة، وكان الدافع إليها جميعاً حلماً وأملاً
أججه الشعور الآتي بإمساك عنان تجارة العالم، ووجود هذا العالم مسترخياً ينزف في حروب
طال مداها بين الإمبراطوريات الكبرى.
ولا تفوتنا الإشارة إلى أن مثل هذه المحاولات اتسمت بروح العصبية العربية الخالصة التي تجلت
بدءاً في اعتناق المناطق العربية الواقعة تحت النفوذ الإمبراطوري؛ أيديولوجيات أو مذهبيات
دينية تخالف مذاهب الإمبراطوريات.